# Araeoncus obtusus
Araeoncus obtusus là một loài nhện trong họ Linyphiidae.
Loài này thuộc chi Araeoncus. Araeoncus obtusus được Robert Bosmans & Rudy Jocqué miêu tả năm 1983.